# Listă de comitate (boroughs și census areas) din statul Alaska

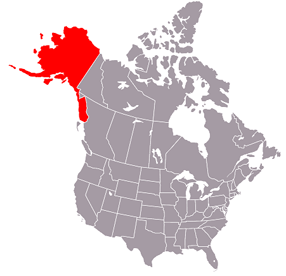
Harta statului Alaska în raport cu continentul nord-american.

Subdiviziunile statului american Alaska nu se numesc comitate, ci se numesc boroughs, dacă au o formă de organizare și conducere administrativă locală, respectiv census areas, dacă populația este extrem de redusă și zona (conform termenului original, unorganized boroughs) nu are o formă oarecare de conducere locală, fiind deci o subdiviziune statală neorganizată.
Doar statul Louisiana, în afara statului Alaska, numește subdiviziunile sale administrative cu un alt nume decât comitate, parishes. Toate celelalte 48 de state numesc subdiviziunile lor administrative comitate.
În Alaska, multe din zonele mai dens populate sunt împărțite în 16 boroughs, care funcționează aproximativ similar cu comitatele (sau parishes din Louisiana) din celelalte state. Oricum, în chip unic pentru Statele Unite, zona administrată, organizată și controlată, zona definită de existența celor 16 boroughs, nu acoperă toată suprafața statului. Acele zone care nu aparțin unui borough organizat se numesc unorganized boroughs. Ele sunt în număr de 11.
Pentru cel de-al nouăsprezecelea recensământ al Statelor Unite, cel din 1970, Biroul recensământului, în cooperare cu statul Alaska, a împărțit cele 11 unorganized boroughs în 11 zone de recensământ, așa-numitele census areas. Fiecare din aceste 11 zone de recensământ corespunde aproximativ cu zona unui district electoral. Neavând o formă de organizare locală, respectiv un guvern local, aceste zone există doar pentru motive de natură statistică, respectiv de similaritate cu zonele organizate.

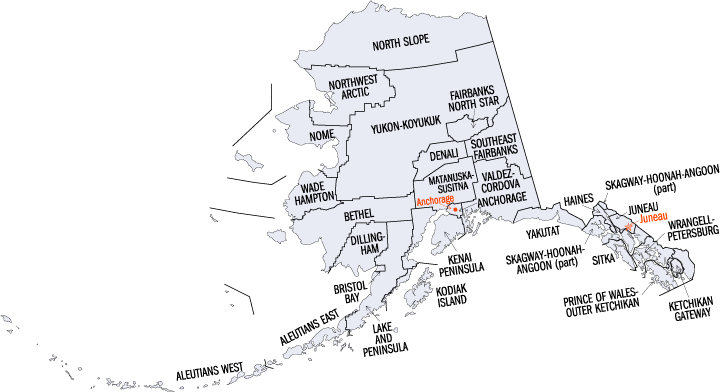
Harta statului Alaska, indicând formele de oragnizare cunoscute ca boroughs și census areas.

Oricum, indiferent de nivelul organizării, atât boroughs cât și census areas sunt ambele considerate a fi echivalentul oricărui alt comitat din SUA. Din alt punct de vedere, unele zone dintre cele neorganizate primesc asistență publică limitată direct din partea statului Alaska. De obicei, acest ajutor public este de natură educațională, fiind oferit pentru toate școlile publice, respectiv de protecție, venind din partea Alaska State Troopers, o organizație similară jandarmeriei din România.
Anchorage, Juneau, Sitka și Yakutat au guverne locale solide de tip city-borough, un fel de oraș-comitat. Actualele sedii ale boroughs, acolo unde există, sunt indicate în paranteze.
Lista celor 27 boroughs și census areas ale statului Alaska al Statelor Unite ale Americii este următoarea.
| Abreviere statală | Cod statal FIPS  | Statul                                                 | Anul fondării    |
| AK                | 02               | Alaska                                                 |                  |
|                   | Cod comitat FIPS | Nume borough / district                                | An / Consolidare |
|                   | 013              | Aleutians East Borough (Sand Point)                    | 1987             |
|                   | 020              | Anchorage                                              | 1975             |
|                   | 060              | Bristol Bay Borough (Naknek)                           | 1962             |
|                   | 068              | Denali Borough (Healy)                                 | 1990             |
|                   | 090              | Fairbanks                                              | 1964             |
|                   | 100              | Haines Borough (Haines)                                | 1968 / 2002      |
|                   | 110              | Juneau                                                 | 1970             |
|                   | 122              | Kenai Peninsula Borough (Soldotna)                     | 1964             |
|                   | 130              | Ketchikan Gateway Borough (Ketchikan)                  | 1963             |
|                   | 150              | Kodiak Island Borough (Kodiak)                         | 1963             |
|                   | 164              | Lake and Peninsula Borough (King Salmon)               | 1989             |
|                   | 170              | Matanuska-Susitna Borough (Palmer)                     | 1964             |
|                   | 185              | North Slope Borough (Barrow)                           | 1972             |
|                   | 188              | Northwest Arctic Borough (Kotzebue)                    | 1986             |
|                   | 220              | City and Borough of Sitka                              | 1971             |
|                   | 230              | City and Borough of Skagway                            | 2007             |
|                   | --               | City and Borough of Wrangell                           | 2008             |
|                   | --               | Unorganized Borough, Alaska                            | 1961             |
|                   | 282              | City and Borough of Yakutat                            | 1992             |
|                   | FIPS Cod         | Census area din cadrul zonelor de Unorganized Borough: |                  |
|                   | 016              | Aleutians West Census Area                             |                  |
|                   | 050              | Bethel Census Area                                     |                  |
|                   | 070              | Dillingham Census Area                                 |                  |
|                   | 180              | Nome Census Area                                       |                  |
|                   | 201              | Prince of Wales-Outer Ketchikan Census Area            |                  |
|                   | 231              | Skagway-Hoonah-Angoon Census Area                      |                  |
|                   | 240              | Southeast Fairbanks Census Area                        |                  |
|                   | 261              | Valdez-Cordova Census Area                             |                  |
|                   | 270              | Wade Hampton Census Area                               |                  |
|                   | 280              | Wrangell-Petersburg Census Area                        |                  |
|                   | 290              | Yukon-Koyukuk Census Area                              |                  |